# Evanthía Máltsi
Evanthía Máltsi (grec moderne : Ευανθία Μάλτση), souvent appelée Evína Máltsi (Εβίνα Μάλτση), née le 30 décembre 1978 à Gouménissa dans le nome de Kilkís, est une joueuse grecque de basket-ball, évoluant au poste d’ailière.

## Biographie
Après avoir évolué dans la ligue grecque, avec un titre de meilleure marqueuse de la ligue, “Evína” (Εβίνα) s’expatrie après les Jeux olympiques de 2004 à Athènes, compétition dont elle a atteint les quarts de finale et où elle a terminé au 3e rang du classement des réalisatrices. Elle évolue deux saisons en Espagne avant de rejoindre au début de la saison 2006-2007 le club français de Bourges, désireux de remplacer ses ailières Anete Jēkabsone et Laia Palau, parties monnayer leur talent dans des clubs plus riches.
Une blessure lors des rencontres de préparation lui fait manquer le début de saison. À son retour, elle répond aux attentes de son entraîneur et devient l’une des joueuses majeures de son équipe qui retrouve, après trois ans d’absence, le Final Four de l’Euroligue.
Elle est la joueuse majeure de l'équipe nationale grecque, terminant meilleure joueuse de l'Euro 2009. Lors des matchs de préparation au championnat du monde 2010, elle inscrit 32 points face à la France, autre équipe qualifiée pour le mondial, les deux équipes figurant de plus dans le même groupe lors du premier tour de ce mondial. Avec 17,9 points par matchs, elle termine au troisième rang des marqueuses sur l'ensemble de la compétition. Elle termine également troisième du classement des interception avec 2,4 par rencontres. Lors de la première rencontre, où les Grecques sont opposées aux Américaines, elle réussit 29 points, à 5 sur 9 à deux points et 6 sur 7 à trois points. Elle réussit également deux autres performances majeures avec 31 points face au Sénégal et 27 points face au Japon. La Grèce termine à la onzième après avoir terminé cinquième de son groupe de huitième de finale.
Après trois années à Prague, dont une dernière gâchée par les blessures, elle signe à l'été 2011 en Pologne au MKS Polkowice. Lors de la saison 2012-2013, elle évolue en Turquie avec le club de Kayseri Kaski, qui joue la finale de l'Eurocoupe, compétition où elle aligne en moyenne 18,8 points, 2,7 rebonds et 2,2 passes décisives par rencontre, avant de signer pour la saison suivante à Homend Antakya.
En 2013-2014, les statistiques de Máltsi avec Homend Antakya dont de 19,1 points, 4,2 rebonds et 4,3 passes décisives en championnat alors qu'elle ne joue que deux rencontres en Eurocoupe, puis elle signe pour la saison suivante avec un troisième club turc Botaş SK Adana.
En août 2018, elle est la première joueuse grecque à passer la barre des 3 000 points inscrits sous le maillot national grec.

## Clubs successifs

### Europe
- 1999-2000 :  MENT Thessalonique
- 2000-2004 :  Panathinaïkós Athènes
- 2004-2005 :  Real Club Celta Vigo
- 2005-2006 :  Saragosse
- 2006-2007 :  CJM Bourges Basket
- 2007-2008 :  Ros Casares Valence
- 2008-2011 :  USK Prague
- 2011-2012 :  MKS Polkowice
- 2012-2013 :  Kayseri Kaski
- 2013-2014 :  Homend Antakya
- 2014-2016 :  Botaş SK Adana
- 2016-2017 :  Olympiakós Le Pirée
- 2018-2019 :  Zalaegerszeg TE NKK

### WNBA
- 2007 :  Sun du Connecticut

## Palmarès

### Club
- 2006-2007 : vainqueur du Tournoi de la Fédération avec Bourges à Nevers

### Sélection nationale
- Jeux olympiques d'été
  - Quart de finale aux Jeux olympiques de 2004 à Athènes
- Championnat d'Europe
  - 5e au Championnat d'Europe 2009
  - Participation au Championnat d'Europe 2003
  - Participation au Championnat d'Europe 2001

### Distinctions personnelles
- 3e marqueuse du tournoi olympique d'Athènes
- Meilleure marqueuse de la ligue grecque en 2004
- Meilleure joueuse du championnat d'Europe 2009[8].